# Орн (департамент)
Орн (фр. и норманд. Orne) — департамент на северо-западе Франции, один из департаментов региона Нормандия. Префектура расположена в Алансоне.

## География
Манш является частью административного региона Нормандия и граничит с другими департаментами: Кальвадос, Манш, Эр, Майен, Сарта, а также Эр и Луар.
Ландшафт департамента холмистый, за исключением равнины Аржантан. Юго-запад департамента принадлежит к Армориканской возвышенности, охватывающей территории Бретани и частично Нормандии; юго-восток — к возвышенности Перш, значительную часть которой занимает Природный парк Перш. Восточная часть департамента относится к Парижскому бассейну.
Департамент включает 3 округа, 21 кантон и 385 коммун.
Площадь территории — 6 103 км². Через департамент протекает река Орн, давшая ему своё название.

## Население
Население Орна в основном сельское, плотность населения существенно ниже средней по стране. Имеются три крупных агломерации — Алансон, Флер и Аржантан. Динамика изменения численности населения отрицательная.

## История
Орн — один из первых 83 департаментов, созданных в марте 1790 г. Находится на территории бывших провинций Нормандия и Перш.

## Экономика
Экономика Орна является преимущественно сельскохозяйственной, крупных промышленных предприятий на территории департамента нет.

## Туризм
Орн привлекает туристов в основном благодаря своей природе и гастрономии. Территория департамента мало загрязнена и остается очень зеленой, покрыта многочисленными лесами: Анденский лес, леса Экув, Энси и многие другие. Большая часть территории департамента занята природными парками Нормандия-Мэн и Перш. Любителей вкусно поесть привлекают прежде всего знаменитый камамбер, кровяные колбасы из Мортань-о-Перш, многочисленные напитки, производимые из фруктов (сидр, кальвадос и др.). На территории департамента расположены памятники архитектуры — кафедральный собор в Се, шато д’О, шато де Карруж и многие другие. Фешенебельный термальный курорт Баньоль-де-л’Орн привлекает внимание больных ревматизмом или имеющих проблемы с гинекологией и кровообращением со всей Европы.

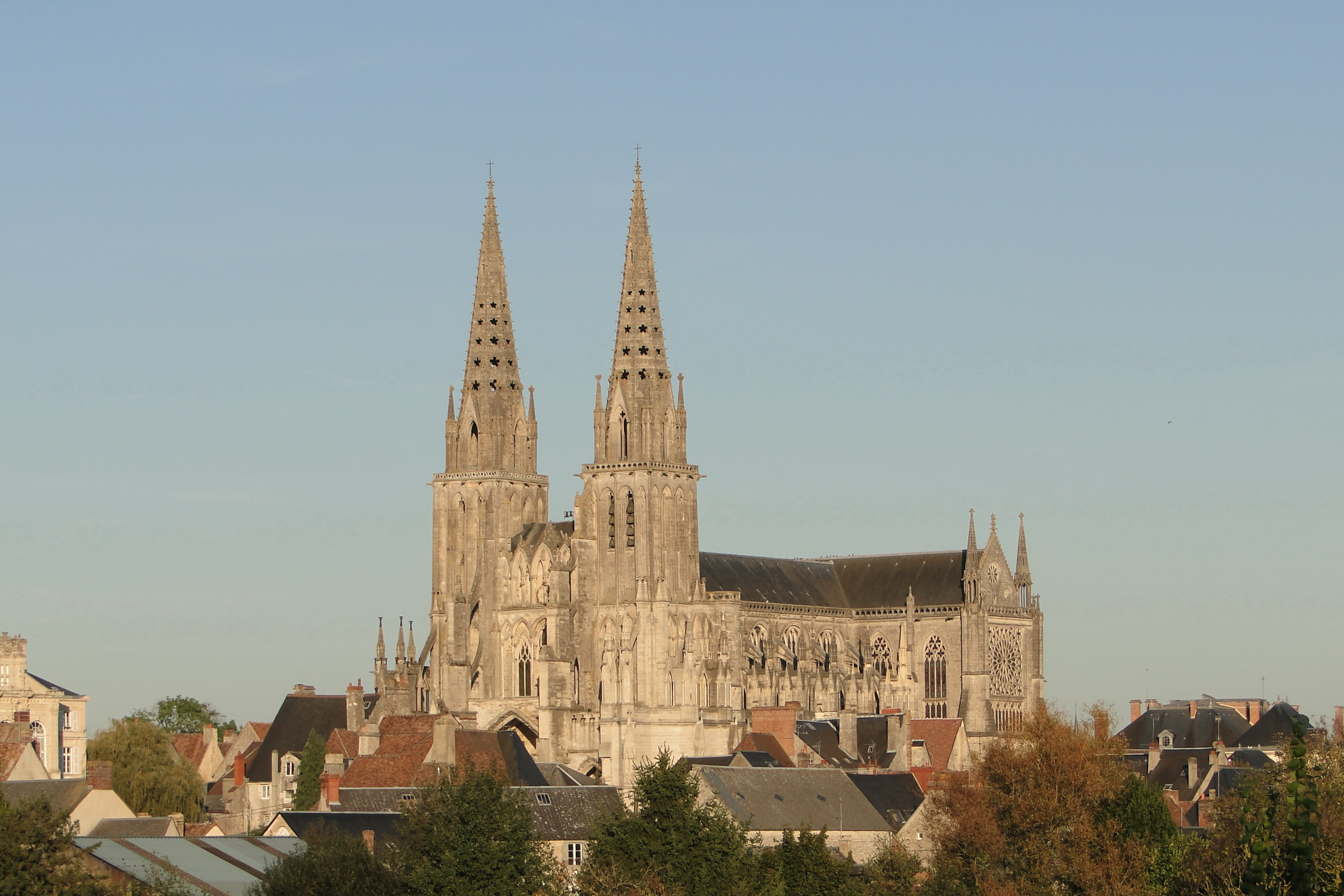
Кафедральный собор в Се
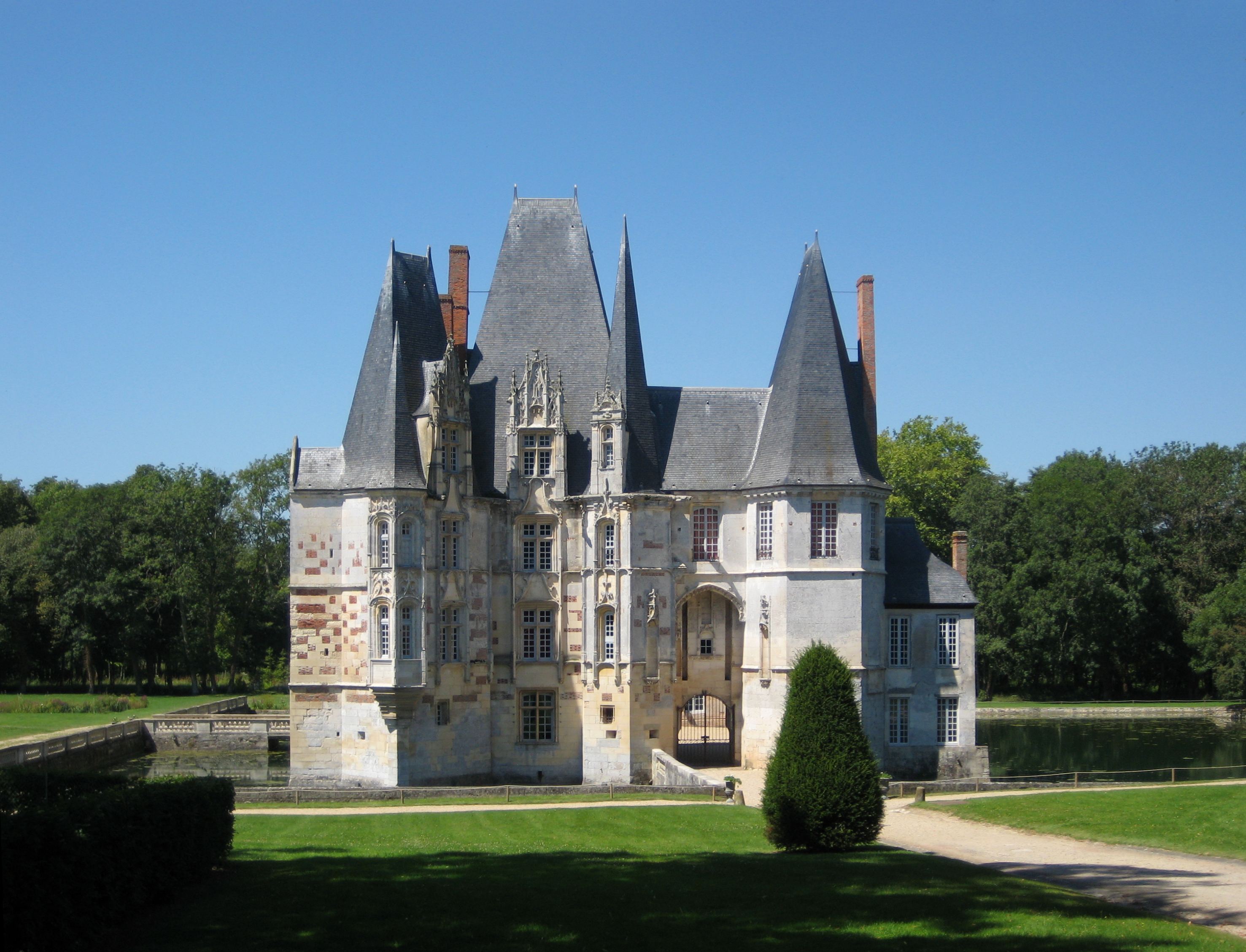
Шато д’О
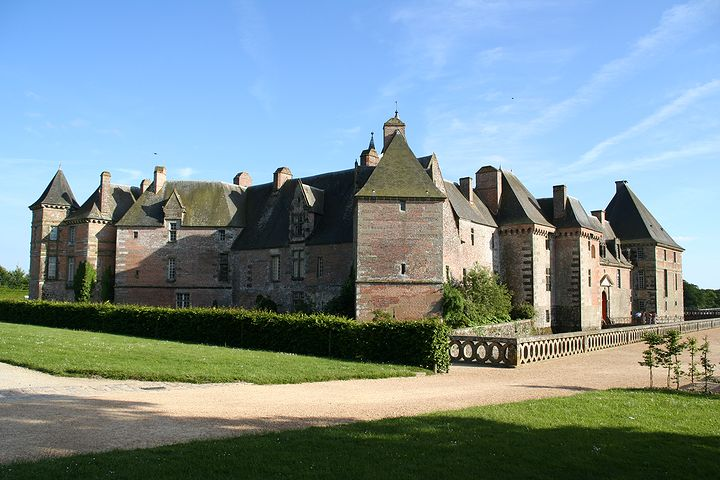
Шато де Карруж
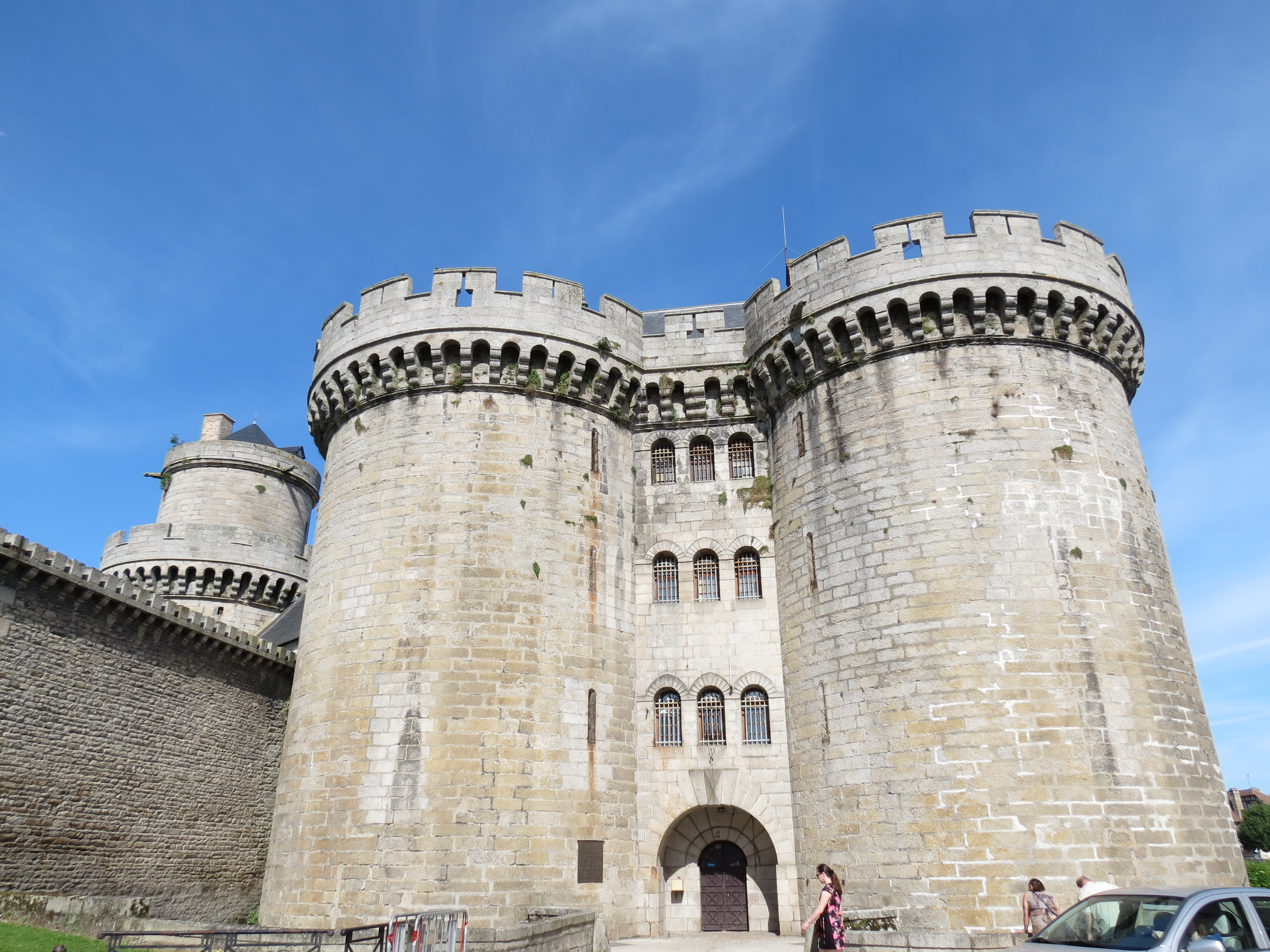
Замок герцогов Алансон
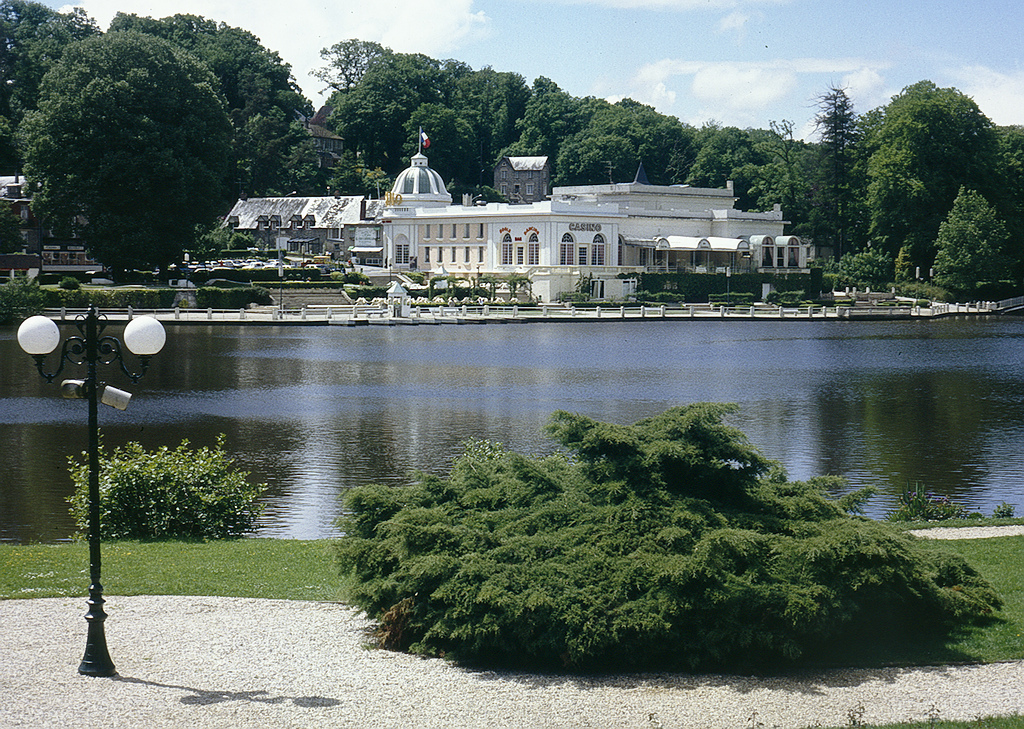
Озеро и казино в Баньоль-де-л’Орн

## Политика
Результаты голосования жителей департамента на Президентских выборах 2022 г.:
1-й тур: Эмманюэль Макрон ("Вперёд, Республика!") — 30,48 %; Марин Ле Пен (Национальное объединение) — 27,69 %;  Жан-Люк Меланшон («Непокорённая Франция») — 15,23 %; Эрик Земмур («Реконкиста») — 5,90 %; Валери Пекресс («Республиканцы») — 5,85 %; Прочие кандидаты — менее 5 %.
2-й тур: Эмманюэль Макрон — 55,12 % (в целом по стране — 58,55 %); Марин Ле Пен — 44,88 % (в целом по стране — 41,45 %).

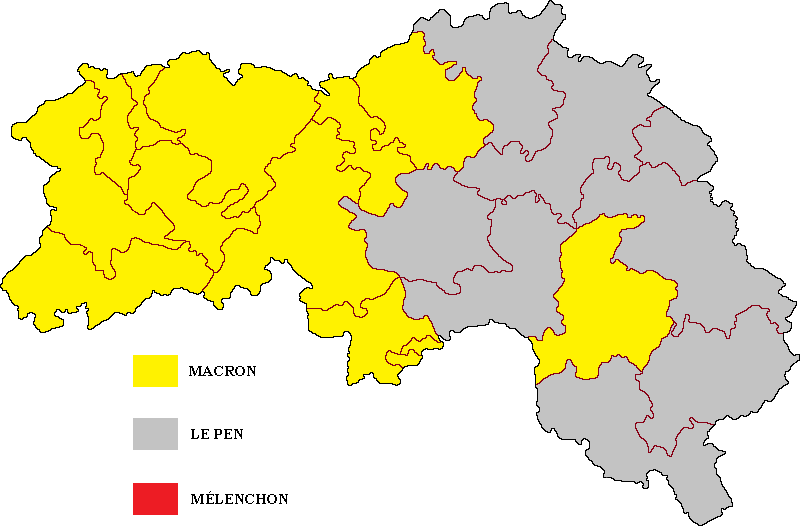
Президентские выборы 2022. Результаты 1 тура (по кантонам)
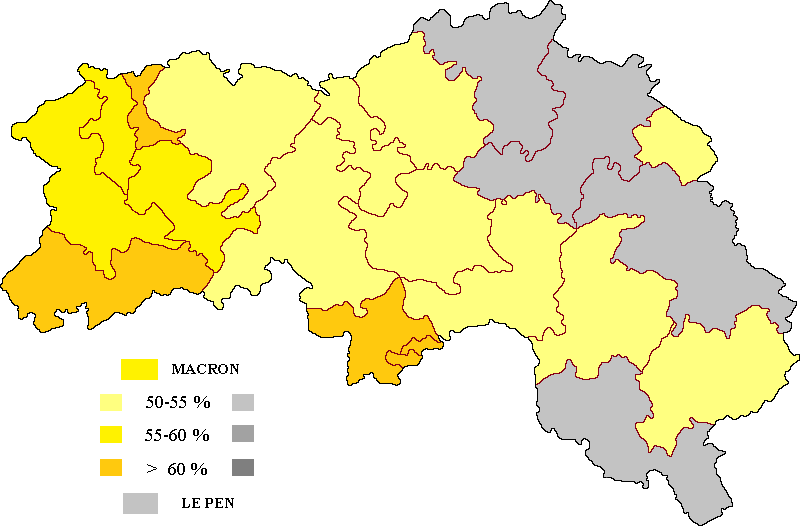
Президентские выборы 2022 Результаты 2 тура (по кантонам)
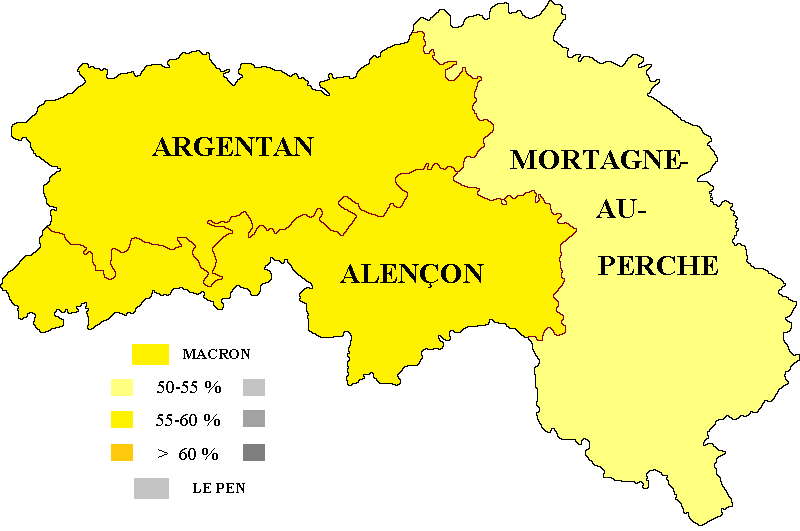
Президентские выборы 2022. Результаты 2 тура (по округам)

(2017 год — 1-й тур: Франсуа Фийон («Республиканцы») — 24,74 %; Марин Ле Пен (Национальный фронт) — 23,81 %; Эмманюэль Макрон («Вперёд!») — 21,57 %; Жан-Люк Меланшон («Непокорённая Франция») — 14,78 %; Николя Дюпон-Эньян (Вставай, Франция) — 5,81 %. Прочие кандидаты — менее 5 %. 2-й тур: Эмманюэль Макрон — 61,64 % (в целом по стране — 66,10 %); Марин Ле Пен — 38,36 % (в целом по стране — 33,90 %)).
(2012 год — 1-й тур: Николя Саркози (Союз за народное движение) — 29,64 %; Франсуа Олланд (Социалистическая партия) — 24,26 %;  Марин Ле Пен (Национальный фронт) — 20,00 %; Франсуа Байру (Демократическое движение) — 10,55 %; Жан-Люк Меланшон (Левый фронт) — 8,92 %. Прочие кандидаты — менее 5 %. 2-й тур: Николя Саркози — 52,89 % (в целом по стране — 48,38 %); Франсуа Олланд — 47,11 % (в целом по стране — 51,62 %)).
(2007 год — 1-й тур: Николя Саркози (Союз за народное движение) — 32,33 %; Сеголен Руаяль (Социалистическая партия) — 20,64 % ; Франсуа Байру (Союз за французскую демократию) — 19,05 %; Жан-Мари Ле Пен (Национальный фронт) — 12,28 %. 2-й тур: Николя Саркози — 57,66 % (в целом по стране — 53,06 %); Сеголен Руаяль — 42,34 % (в целом по стране — 46,94 %)).
В результате выборов в Национальное собрание в 2022 г. 3 мандата от департамента Орн распределились следующим образом: «Республиканцы» — 2, Социалистическая партия — 1. (2017 год — 3 мандата: «Республиканцы» — 2, СП — 1. 2012 год — 3 мандата: СП — 2, СНД — 1. 2007 год — 3 мандата: СНД — 3).
На региональных выборах 2021 года в 2-м туре победил «правый блок» во главе с действующим президентом Регионального совета Эрве Мореном, получивший 49,54 % голосов,  второе место занял «левый блок» во главе с Мелани Буланже с 23,99 % голосов, третье — Национальное объединение во главе с Николя Бе — 18,14 %. (2015 год: «правый блок» ― 37,21 %, «левый блок» ― 33,23 %, Национальный фронт ― 29,56 %).

## Совет департамента
После выборов 2015 года большинством в Совете департамента обладают правые партии. Президент Совета департамента — Кристоф де Балор (Christophe de Balorre) (Республиканцы).
Состав Совета департамента (2021—2028):
|                        | Партия                        | Кол-во мест            | +/- (к 2015 г.)        |
| Большинство (30 мест): | Большинство (30 мест):        | Большинство (30 мест): | Большинство (30 мест): |
| ---------------------- | ----------------------------- | ---------------------- | ---------------------- |
|                        | Разные правые                 | 16                     | -1                     |
|                        | Республиканцы                 | 11                     | +3                     |
|                        | Разные центристы              | 2                      | 0                      |
|                        | Союз демократов и независимых | 1                      | 0                      |
| Оппозиция: (12 мест)   |                               |                        |                        |
|                        | Социалистическая партия       | 8                      | +2                     |
|                        | Разные левые                  | 4                      | -4                     |